# Sycophila sidnica
Sycophila sidnica är en stekelart som först beskrevs av Girault 1927.  Sycophila sidnica ingår i släktet Sycophila och familjen kragglanssteklar. Inga underarter finns listade i Catalogue of Life.